# Didi Janchali
Didi Janchali (en georgiano: დიდი ხანჩალი; en armenio: Մեծ Խանչալի, romanizado: Mets Janchali) es un pueblo de Georgia ubicado en el este de la región de Mesjetia-Yavajetia, siendo parte del municipio de Ninotsminda.  

## Geografía
Didi Janchali está en la meseta de Ajalkalaki, a orillas del lago Janchali, a 3 km de Ninotsminda.

## Historia
Didi Janchali es uno de los asentamientos armenios de Yavajetia. Los antepasados de los actuales residentes se establecieron aquí en 1829-1830 (aunque antes estuvieron un tiempo en Sadzeli), procedentes del pueblo de Hindzk (actual Dumlu) de la provincia de Erzurum.Antes del asentamiento de los dujobores rusos en el territorio de la provincia en 1847, la población de Didi Janchali tenía grandes extensiones de tierra.

## Demografía
La evolución demográfica de Didi Janchali entre 1861 y 2014 fue la siguiente:
| 422                                             | 456 | 826 | 1026 | 1590 | 903 | 1327 | 1233 |
| (Fuente: Population of Georgia in Soviet times) |     |     |      |      |     |      |      |

Según los datos del censo de 2014, los armenios son el 99,8 % de la población local.

## Infraestructura

### Arquitectura, monumentos y lugares de interés
En el pueblo hay una iglesia armenia que lleva el nombre de la Madre de Dios que, según Samvel Karapetyan, fue construida en el lugar de la antigua iglesia y ya existía en la década de 1830.El pueblo también tiene una ermita y un cementerio armenio.

### Educación
En el pueblo de Didi Janchali hay una escuela.

### Transporte
La carretera que conecta Ajaltsije con la frontera con Armenia atraviesa el pueblo, convirtiéndose luego en la autopista ք1 (M1) en su territorio.